# Goliath (Fernsehserie)
Goliath ist eine US-amerikanische Kriminal-Anwaltsserie der Amazon Studios. Entstanden ist die Serie nach Ideen von David E. Kelley und Jonathan Shapiro. Die achtteilige erste Staffel wurde am 16. Oktober 2016 auf Amazon Video veröffentlicht, die deutschsprachige Fassung ist seit dem 18. November 2016 verfügbar. Hauptdarsteller Billy Bob Thornton erhielt 2017 für seine Leistung in der Serie einen Golden Globe. Am 4. November 2019 wurde die Serie um eine vierte und letzte Staffel verlängert.

## Handlung
Der einst erfolgreiche Anwalt Billy McBride, dessen Name noch immer Teil der mächtigen Anwaltskanzlei Cooperman & McBride ist, die er zusammen mit seinem ehemaligen Kollegen Donald Cooperman gründete, lebt heute in einem schäbigen Motel an der Santa Monica Pier und empfängt seine Mandanten in einer Kneipe nebenan.

### Staffel 1
Die Strafverteidigerin Patty Solis-Papagian bittet ihn, sie bei einer Zivilklage gegen seine ehemalige Kanzlei zu unterstützen. Ihre Mandantin Rachel, die Schwester von Ryan Larson, welcher für das namhafte Rüstungsunternehmen Borns Tech arbeitete, hegt Zweifel an dem angeblichen Selbstmord ihres Bruders, der zwei Jahre zuvor bei einer Explosion auf seinem Boot ums Leben kam. Gemeinsam beginnen sie die Suche nach Beweisen und reichen Klage ein. Doch Rachel und Billy McBride stehen mit seiner ehemaligen Anwaltskanzlei und dem Rüstungsunternehmen zwei mächtige und einflussreiche Kontrahenten gegenüber.

### Staffel 2
Der Wirt von Billys Stammbar Chez Jay, Oscar, verliert zwei Söhne, die in Drogenbanden aktiv waren, in einer Schießerei. Sein jüngster Sohn Julio wird verhaftet unter dem Verdacht, aus Rache einen Drogendealer und seinen Mittelsmann erschossen zu haben. Zögernd übernimmt Billy auf Drängen Oscars die Verteidigung Julios.

### Staffel 3
Eine Freundin von Billy, die mit ihrem Mann als Winzer ihren Lebensabend im Central Valley verbringen wollte, stirbt, als sich auf ihrem Grundstück ein Loch auftut. Billy soll untersuchen, ob illegale Wasserentnahmen der benachbarten Agrarindustrie dafür verantwortlich gemacht werden können (siehe auch: Folgen der globalen Erwärmung in Kalifornien#Dürre).

### Staffel 4
Patty Solis-Papagian, die nach dem überraschend erfolgreichen Rechtsstreit in Staffel 3 bei einer großen Kanzlei untergekommen ist, soll ihren damaligen Mitstreiter Billy mit an Bord holen, der gegen die chronischen Schmerzen und das Trauma durch einen Mordanschlag – er war für einige Minuten tot – ankämpft, das ihn immer wieder in Träume abdriften lässt. Juristischer Antagonist dieser Staffel ist die Pillenfirma Zax, die an der Opioidkrise in den USA Mitschuld haben soll.

## Hintergrund
Unter dem Titel Trial gab Amazon im Juli 2015 bekannt, eine Anwaltsserie unter der Leitung des Genre-Spezialisten David E. Kelley produzieren zu wollen, auf dessen Ideen bereits Serien wie Ally McBeal oder Boston Legal basierten. Ursprünglich waren die Produzenten an Kevin Costner als Hauptdarsteller interessiert, als dieser jedoch ablehnte, wurde Billy Bob Thornton verpflichtet. Amazon bestellte die Serie Anfang Dezember 2015 und besetzte weitere Rollen mit Maria Bello, Tania Raymonde, William Hurt, Olivia Thirlby und Molly Parker. Im Juni 2016 benannte Amazon Trial in Goliath um und gab eine Veröffentlichung im Herbst 2016 bekannt.
Im Februar 2017 gab Amazon die Produktion einer zweiten Staffel bekannt, welche am 15. Juni 2018 auf Amazon Video veröffentlicht wurde. Die dritte Staffel ist seit 4. Oktober 2019 verfügbar.

## Besetzung und Synchronisation
Die deutsche Synchronisation entstand unter der Dialogregie von Martin Keßler bei Arena Synchron in Berlin.
| Rolle                   | Schauspieler       | Staffel | Synchronsprecher             |
| ----------------------- | ------------------ | ------- | ---------------------------- |
| William „Billy“ McBride | Billy Bob Thornton | 1–4     | Joachim Tennstedt            |
| Patty Solis-Papagian    | Nina Arianda       | 1–4     | Mareile Moeller              |
| Denise McBride          | Diana Hopper       | 1–4     | Lydia Morgenstern            |
| Brittany Gold           | Tania Raymonde     | 1–4     | Maria Koschny                |
| Marva Jefferson         | Julie Brister      | 1–4     | Peggy Sander                 |
| Donald Cooperman        | William Hurt       | 1, 3–4  | Jürgen Heinrich              |
| Marisol Silva           | Ana de la Reguera  | 2–3     | Carolina Vera                |
| Tom Wyatt               | Mark Duplass       | 2–3     | David Nathan                 |
| Michelle McBride        | Maria Bello        | 1       | Katrin Fröhlich              |
| Lucy Kittridge          | Olivia Thirlby     | 1       | Rubina Nath                  |
| Callie Senate           | Molly Parker       | 1       | Gundi Eberhard               |
| Gina Larson             | Sarah Wynter       | 1       | Katrin Zimmermann            |
| Danny Loomis            | Matthew Del Negro  | 2       | Florian Halm                 |
| Hakeem Rashad           | Morris Chestnut    | 2       | Sven Gerhardt                |
| Wade Blackwood          | Dennis Quaid       | 3       | Bernd Rumpf                  |
| Roy Wheeler             | Beau Bridges       | 3       | Kaspar Eichel                |
| Diana Blackwood         | Amy Brenneman      | 3       | Elisabeth Günther            |
| George Zax              | J. K. Simmons      | 4       | Jan Spitzer / Douglas Welbat |
| Samantha Margolis       | Jena Malone        | 4       | Susanne Geier                |
| Robert Bettencourt      | Brandon Scott      | 4       | Tim Knauer                   |
| Frank Zax               | Bruce Dern         | 4       | Freimut Götsch               |

## Episodenliste

### Staffel 1
| Nr. (ges.) | Nr. (St.) | Deutscher Titel            | Originaltitel        | Erstveröffentlichung USA | Deutschsprachige Erstveröffentlichung (D) | Regie             | Drehbuch                           |
| ---------- | --------- | -------------------------- | -------------------- | ------------------------ | ----------------------------------------- | ----------------- | ---------------------------------- |
| 1          | 1         | Das Mandat                 | Of Mice and Men      | 16. Okt. 2016            | 18. Nov. 2016                             | Lawrence Trilling | David E. Kelley & Jonathan Shapiro |
| 2          | 2         | Stolz und Vorurteil        | Pride and Prejudice  | 16. Okt. 2016            | 18. Nov. 2016                             | Alik Sakharov     | Jonathan Shapiro & David E. Kelley |
| 3          | 3         | Das Spiel beginnt          | Game On              | 16. Okt. 2016            | 18. Nov. 2016                             | Bill D’Elia       | Jonathan Shapiro & David E. Kelley |
| 4          | 4         | Bitte, einfach nur Donald. | It’s Donald          | 16. Okt. 2016            | 18. Nov. 2016                             | Alik Sakharov     | Jonathan Shapiro                   |
| 5          | 5         | Rette deinen Arsch         | Cover Your Ass       | 16. Okt. 2016            | 18. Nov. 2016                             | Anthony Hemingway | Jonathan Shapiro                   |
| 6          | 6         | Spiel mit dem Feuer        | Line of Fire         | 16. Okt. 2016            | 18. Nov. 2016                             | Lawrence Trilling | Jonathan Shapiro                   |
| 7          | 7         | Schöne und das Biest       | Beauty and the Beast | 16. Okt. 2016            | 18. Nov. 2016                             | Lawrence Trilling | Jonathan Shapiro & David E. Kelley |
| 8          | 8         | Im Namen des Volkes        | Citizens United      | 16. Okt. 2016            | 18. Nov. 2016                             | Lawrence Trilling | Jonathan Shapiro & David E. Kelley |

### Staffel 2
| Nr. (ges.) | Nr. (St.) | Deutscher Titel  | Originaltitel   | Erstveröffentlichung USA | Deutschsprachige Erstveröffentlichung (D) | Regie             | Drehbuch                                     |
| ---------- | --------- | ---------------- | --------------- | ------------------------ | ----------------------------------------- | ----------------- | -------------------------------------------- |
| 9          | 1         | La Mano          | La Mano         | 15. Juni 2018            | 15. Juni 2018                             | Lawrence Trilling | Ben Myer                                     |
| 10         | 2         | Politik          | Politics        | 15. Juni 2018            | 15. Juni 2018                             | Lawrence Trilling | Noelle Valdivia & Tony Saltzman              |
| 11         | 3         | Frische Blumen   | Fresh Flowers   | 15. Juni 2018            | 15. Juni 2018                             | Dennie Gordon     | Jennifer Ames, Steve Turner & Marisa Wegrzyn |
| 12         | 4         | Alo              | Alo             | 15. Juni 2018            | 15. Juni 2018                             | Dennie Gordon     | Noelle Valdivia & Tony Saltzman              |
| 13         | 5         | Wer ist Gabriel? | Who’s Gabriel   | 15. Juni 2018            | 15. Juni 2018                             | Dennie Gordon     | Tony Saltzman                                |
| 14         | 6         | Zwei Cinderellas | Two Cinderellas | 15. Juni 2018            | 15. Juni 2018                             | Lawrence Trilling | Noelle Valdivia                              |
| 15         | 7         | Diablo Verde     | Diablo Verde    | 15. Juni 2018            | 15. Juni 2018                             | Lawrence Trilling | Jennifer Ames & Steve Turner                 |
| 16         | 8         | Letzte Worte     | Tongue Tied     | 15. Juni 2018            | 15. Juni 2018                             | Dennie Gordon     | Marisa Wegrzyn                               |

### Staffel 3
| Nr. (ges.) | Nr. (St.) | Deutscher Titel                    | Originaltitel                | Erstveröffentlichung USA | Deutschsprachige Erstveröffentlichung (D) | Regie             | Drehbuch                                     |
| ---------- | --------- | ---------------------------------- | ---------------------------- | ------------------------ | ----------------------------------------- | ----------------- | -------------------------------------------- |
| 17         | 1         | In Zeiten der Dürre                | The Subsidence Adventure     | 4. Okt. 2019             | 4. Okt. 2019                              | Lawrence Trilling | Jennifer Ames & Steve Turner                 |
| 18         | 2         | Von Grund auf glücklich            | Happiness From The Ground Up | 4. Okt. 2019             | 4. Okt. 2019                              | Lawrence Trilling | Marisa Wegrzyn                               |
| 19         | 3         | Guten Morgen, Central Valley       | Good Morning, Central Valley | 4. Okt. 2019             | 4. Okt. 2019                              | Lawrence Trilling | Jennifer Ames, Steve Turner & Marisa Wegrzyn |
| 20         | 4         | Der Kreis schließt sich            | Full Circle                  | 4. Okt. 2019             | 4. Okt. 2019                              | Lawrence Trilling | Jennifer Ames, Steve Turner & Marisa Wegrzyn |
| 21         | 5         | Der Kampf ist eröffnet             | Argus 2: Battledome          | 4. Okt. 2019             | 4. Okt. 2019                              | Lawrence Trilling | Andrew Matisziw                              |
| 22         | 6         | Fer-de-Lance                       | Fer-De-Lance                 | 4. Okt. 2019             | 4. Okt. 2019                              | Lawrence Trilling | Jennifer Ames, Steve Turner & Marisa Wegrzyn |
| 23         | 7         | Keiner für alle und jeder für sich | Conscious Uncoupling         | 4. Okt. 2019             | 4. Okt. 2019                              | Lawrence Trilling | Marisa Wegrzyn                               |
| 24         | 8         | Letzte Wahrheiten                  | Joy Division                 | 4. Okt. 2019             | 4. Okt. 2019                              | Lawrence Trilling | Jennifer Ames & Steve Turner                 |

### Staffel 4
| Nr. (ges.) | Nr. (St.) | Deutscher Titel      | Originaltitel                    | Erstveröffentlichung USA | Deutschsprachige Erstveröffentlichung (D) | Regie              | Drehbuch                                                                             |
| ---------- | --------- | -------------------- | -------------------------------- | ------------------------ | ----------------------------------------- | ------------------ | ------------------------------------------------------------------------------------ |
| 25         | 1         | Hadleyville          | Hadleyville                      | 24. Sep. 2021            | 24. Sep. 2021                             | Billy Bob Thornton | Jennifer Ames, Steve Turner & Marisa Wegrzyn                                         |
| 26         | 2         | Whistleblower        | The Pain Killer                  | 24. Sep. 2021            | 24. Sep. 2021                             | Lawrence Trilling  | Jennifer Ames, Steve Turner & Marisa Wegrzyn                                         |
| 27         | 3         | Partnerschaft        | Signed, William Hamilton McBride | 24. Sep. 2021            | 24. Sep. 2021                             | Lawrence Trilling  | Jennifer Ames, Steve Turner & Marisa Wegrzyn                                         |
| 28         | 4         | Des Saales verwiesen | Forcibly Removed                 | 24. Sep. 2021            | 24. Sep. 2021                             | Lawrence Trilling  | Jennifer Ames, Steve Turner & Marisa Wegrzyn                                         |
| 29         | 5         | Eine Gefälligkeit    | Spilt Milk                       | 24. Sep. 2021            | 24. Sep. 2021                             | Derek Johansen     | Jennifer Ames, Steve Turner & Andrew Matisziw                                        |
| 30         | 6         | Rundleworks          | Rundleworks                      | 24. Sep. 2021            | 24. Sep. 2021                             | Lawrence Trilling  | Schauspiel: Marisa Wegrzyn & Kerri Brady Long Handlung: Jennifer Ames & Steve Turner |
| 31         | 7         | Anwaltstricksereien  | Lawyer Trickery Bullshit         | 24. Sep. 2021            | 24. Sep. 2021                             | Lawrence Trilling  | Jennifer Ames, Steve Turner & Marisa Wegrzyn                                         |
| 32         | 8         | Es ist Zeit          | It’s Time                        | 24. Sep. 2021            | 24. Sep. 2021                             | Lawrence Trilling  | Jennifer Ames, Steve Turner & Andrew Matisziw                                        |

## Rezeption
„Die Leichtigkeit von Ally McBeal ist düsterer Härte gewichen, Kelleys neuer Vertreter der Zunft darf ein gebrochener Held sein. Spannend genug für acht Folgen ist Goliath allemal, erzählerisch allerdings ist die Serie nur in den Augen der New York Times ungewöhnlich. Deren Kritiker hatte in seiner Rezension die Struktur der Serie für zu kompliziert erklärt; später stellte er fest, die ersten beiden Folgen vertauscht zu haben.“

„Insgesamt ist Amazon mit Goliath eine packende Serie über den alten Konflikt zwischen Recht haben und Recht bekommen gelungen. Erzählerisch und inszenatorisch ordnet sie sich irgendwo auf der Skala zwischen seriöser, gesellschaftskritischer Qualitätsserie und mit trashigen Situationen gespickter Unterhaltungsserie ein – und steht damit ganz in der Tradition von Kelleys früheren Serien (erinnert sich noch jemand an den Fahrstuhltod in L.A. Law?). Wenn man bereit ist, über einige allzu vordergründige Klischees hinwegzusehen, wird man sich dieser Geschichte nur schwer entziehen können.“